# Жабњача
Жабњача је насељено мјесто у општини Црнац у Славонији, у Вировитичко-подравској жупанији, Република Хрватска.

## Историја
До територијалне реорганизације у Хрватској насеље се налазио у саставу бивше велике општине Ораховица.

## Становништво
На попису становништва 2011. године, насеље је имало 9 становника.
| Националност       | 1991. | 1981. | 1971. | 1961. |
| Срби               | 16    | 20    |       |       |
| остали и непознато |       |       |       |       |
| Укупно             | 16    | 20    | '     | '     |

| Демографија | Демографија | Демографија |
| Година      | Становника  | Становника  |
| ----------- | ----------- | ----------- |
| 1981.       | 20          |             |
| 1991.       | 16          |             |
| 2001.       | 10          |             |
| 2011.       |             | 9           |